# Tromp (schip, 1938)
De Tromp is een varend monument dat werd gebouwd door scheepswerf “Het Fort” van de firma G. de Vries Lentsch in Nieuwendam voor de Koninklijke Marine. Het kwam in 1956 in particuliere eigendom.
Het is een schip van de Oude Glorie, een vereniging van scheepseigenaren van schepen die vóór de Tweede Wereldoorlog zijn gebouwd. 
De Tromp werd in 2021 van de ligplaats voor het station van Delft gestolen, waarschijnlijk tijdens paasdagen. Via sociale media werd naar het schip gezocht en het werd in Rotterdam opgemerkt. Het schip droeg de naam Els, maar voldeed aan de beschrijving. Het werd op afstand gevolgd. De zeehavenpolitie heeft de schippers aangehouden en bij een watersportvereniging in Krimpen aan den IJssel van boord gehaald.